# Jordan Jegat
Jordan Jegat (Bignan, 7 giugno 1999) è un ciclista su strada francese, che corre per il team TotalEnergies; è professionista dal 2022.

## Carriera
Partecipa alla Freccia Vallone 2024, dove si classifica 14º, in una gara caratterizzata da temperature gelide e pioggia.
Alla sua prima classica monumento, la Liegi-Bastogne-Liegi 2024, arriva 77º.

## Piazzamenti

### Grandi Giri
- Tour de France

2024: 28º
2025: 10º

### Classiche monumento
- Liegi-Bastogne-Liegi

2024: 77º
2025: 24º